# Restauración Nacional (Costa Rica)
Restauración Nacional es un partido político costarricense, de derecha, de doctrina política conservadora.

## Historia

Bandera utilizada por el partido en sus primeras participaciones electorales.

Bandera utilizada por el partido en los procesos electorales del 2014 al 2020.

### Su fundador
El presidente y fundador del Partido Restauración Nacional es Carlos Avendaño Calvo, quien ha sido diputado de la Asamblea Legislativa en tres oportunidades. Fue legislador por primera ocasión en el período 2002-2006, entonces como representante del Partido Renovación Costarricense, al cual posteriormente  renunció para convertirse en el fundador del Partido Restauración Nacional, que en principio se estableció a escala provincial en San José.

### Elecciones presidenciales
En las elecciones presidenciales de 2006 Restauración Nacional, logra nombrar a un diputado, el pastor Guyón Massey, además de un regidor en los cantones Central y Desamparados.
Para las elecciones presidenciales de 2010, se logra nombrar y reelegir como diputado a Carlos Avendaño y un regidor en el cantón de Pérez Zeledón : Fernando Umaña Salas. El partido consigue inscribirse a escala nacional en el año 2013 lo que le permite presentar a Avendaño como candidato presidencial para las elecciones de 2014. Logra un diputado en la persona de Fabricio Alvarado, periodista y cantante de música cristiana.  
Restauración Nacional se une a otros partidos cristianos como Renovación Costarricense, Alianza Demócrata Cristiana y Partido Accesibilidad Sin Exclusión en el período legislativo 2014-2018 constituyendo así un bloque opuesto a proyectos como las sociedades de convivencia de parejas del mismo género, la legalización de la fertilización in vitro y cualquier nueva regulación sobre el aborto.
En 2018, tras las elecciones celebradas el 4 de febrero, Avendaño fue electo diputado de la República para el periodo constitucional 2018-2022, siendo además jefe de fracción del partido. 
El partido presenta su mayor éxito político en las elecciones presidenciales de 2018, postulando al periodista Fabricio Alvarado como candidato presidencia, gana la primera ronda con el 24.91% de los votos, alcanzando 14 escaños en la conformación de la Asamblea Legislativa para el período legislativo 2018-2022, siendo por un tiempo la segunda fracción parlamentaria más numerosa. Para la segunda ronda alcanzó el 39.2% de los votos emitidos, siendo superado por el candidato oficialista Carlos Alvarado.
La fracción legislativa sufre una división en diferencias con el excandidato a la presidencia del partido, el periodista Fabricio Alvarado, tras al haber ganado 14 curules con lo logrado en las elecciones presidenciales del 2018, se divide a la mitad quedando 7 diputados con Restauración Nacional, y los otros 7 en un bloque independiente en la Asamblea Legislativa, dirigidos por el mencionado excandidato.

### Elecciones municipales
Para las elecciones municipales de 2016, amplía sus horizontes al postular a gran cantidad de personas para las alcaldías, sin ganar ninguno de ellos. 
Más tarde en las elecciones municipales de 2020, logra 22 regidores, 6 síndicos y 47 concejales, en 15 cantones del país, no logra alcaldes o intendentes.

### Ideología
El partido históricamente ha sostenido posiciones de conservadurismo social oponiéndose a tales temas como el matrimonio entre personas del mismo sexo, la legalizacion de la marihuana, la fertilizacion in vitro, las guías de educación sexual del Ministerio de Educación Pública, la «ideología de género», el aborto en Costa Rica y la migración.
Aunque históricamente visto como dirigido hacia la comunidad evangélica del país, su presidente y fundador Carlos Avendaño Calvo ha manifestado el deseo de mostrar al partido como una agrupación política secular. Aun así, la formación ha sido encuadrada dentro de las corrientes fundamentalistas.

### Controversias
En marzo de 2018 el periódico Semanario Universidad reportó que altas figuras del partido habían facturado varios millones por servicios profesionales por participar en su propia campaña incluyendo entre los beneficiados al propio candidato Fabricio Alvarado, su esposa, su hermano y sus dos candidatos a vicepresidentes, así como dos hijos y la exesposa del presidente del partido Carlos Avendaño, que ascenderían a varios millones por persona. Luego se descubrió que uno de los beneficiados, el hijo del diputado Avendaño, cobró servicios profesionales por trabajar por el partido al mismo tiempo que se encontraba incapacitado por salud de su trabajo oficial en el Instituto Costarricense de Electricidad.
En mayo de 2018 se reportó que el partido habría contratado a la empresa encuestadora OPol según informes financieros presentados ante el Tribunal Supremo de Elecciones. Aunque originalmente personeros del partido informaron que se trataba de consultorías políticas sin relación con las encuestas, investigaciones posteriores del periódico La Nación descubrieron un contrato por el pago de las seis encuestas que se realizaron durante la campaña de segunda ronda de las cuales se publicaron cinco y que en todas aparecía como vencedor Fabricio Alvarado por amplio margen. Previamente la encuestadora ya había estado en polémicas después de que se denunciara en redes sociales que un vehículo de la empresa conducido por el director Mauricio Muñoz portaba banderas del partido.
A finales de ese mes el propio Avendaño interpuso denuncia ante el Tribunal Supremo de Elecciones por lo que denominó como una «estructura paralela» conformada por el equipo de campaña del candidato para contrataciones al margen de los controles éticos estipulados por el Partido que habría sido la que negoció los pagos a OPol Consultores, Crescendo Mercadeo (perteneciente al primo de Alvarado) y One Sports (perteneciente al propio jefe de campaña Juan Carlos Campos).

## Diputados
Diputados del Partido Restauración Nacional para el período legislativo 2018-2022.
| N.º | Provincia  | Nombre                                |
| --- | ---------- | ------------------------------------- |
| 1   | San José   | Carlos Luis Avendaño Calvo            |
| 2   | San José   | Floria María Segreda Sagot            |
| 3   | Cartago    | Xiomara Priscilla Rodríguez Hernández |
| 4   | Guanacaste | Mileidy Alvarado Arias                |
| 5   | Puntarenas | Melvin Ángel Nuñez Piña               |
| 6   | Limón      | Eduardo Newton Cruickshank Smith      |
| 7   | Limón      | Giovanni Alberto Gómez Obando         |

## Desempeño electoral

### Candidatos presidenciales
| Elección | Candidato                 | Primera ronda | Primera ronda | Primera ronda | Primera ronda | Segunda ronda | Segunda ronda | Segunda ronda | Segunda ronda |
| Elección | Candidato                 | Votos         | %             | Posición      | Resultados    | Votos         | %             | Posición      | Resultados    |
| -------- | ------------------------- | ------------- | ------------- | ------------- | ------------- | ------------- | ------------- | ------------- | ------------- |
| 2014     | Carlos Avendaño           | 27,691        | 1.35%         | 7/13          | Pierde        | —             | —             | —             | —             |
| 2018     | Fabricio Alvarado         | 505,214       | 24.91%        | 1/13          | -             | 822,997       | 39.21%        | 2/2           | Pierde        |
| 2022     | Eduardo Cruickshank Smith | 11,160        | 0.53%         | 14/25         | Pierde        | —             | —             | —             | —             |

### Parlamentario
| Elección | Líder               | Votos   | %      | Escaños | +/–           | Posición | Gobierno  |
| -------- | ------------------- | ------- | ------ | ------- | ------------- | -------- | --------- |
| 2006     | Carlos Avendaño     | 32 909  | 2.0%   | 1/57    | Partido nuevo | 8/27     | Oposición |
| 2010     | Carlos Avendaño     | 29 530  | 1.6%   | 1/57    | 0             | 8/18     | Oposición |
| 2014     | Carlos Avendaño     | 84 265  | 4.11%  | 1/57    | 0             | 6/21     | Oposición |
| 2018     | Fabricio Alvarado   | 356 082 | 18.11% | 14/57   | 13            | 2/18     | Oposición |
| 2022     | Eduardo Cruickshank | 42 495  | 2.05%  | 0/57    | 14            | 8/36     |           |